# اختلال زوال شخصیت
اختلال مسخ شخصیت یا مسخ واقعیت یا اختلال زوال شخصیت (به انگلیسی: Depersonalization disorder) یک اختلال تجزیه ایست که فرد بیمار احساس جدا شدن از کالبد یا غریبه شدن از خود، انگار که فرد خواب می‌بیند و یا بیرون از جسم خود ایستاده‌است و به خود نگاه می‌کند. مسخ شخصیت مزمن به اختلال مسخ شخصیت /مسخ واقعیت اشاره دارد، که توسط DSM-5 به عنوان یک اختلال تجزیه ای طبقه‌بندی شده‌است.
گرچه درجاتی از مسخ شخصیت یا واقعیت برای هر کسی که دچار اضطراب یا استرس موقت باشد ممکن است اتفاق بیفتد، مسخ شخصیت مزمن بیشتر مربوط به افرادی است که ضربه شدید یا استرس / اضطراب طولانی مدت را تجربه کرده‌اند. مسخ شخصیت - مسخ واقعیت مهم‌ترین علامت در طیف اختلالات تجزیه ای است، از جمله اختلال هویت تجزیه ای و اختلال تجزیه که در گروه دیگر مشخص نشده‌است(DD-NOS). همچنین در برخی از اختلالات غیر تجزیه ای دیگر مانند اختلالات اضطرابی، افسردگی بالینی، اختلال دو قطبی، اسکیزوفرنی، اختلال شخصیت اسکیزوئید، کم‌کاری تیروئید یا اختلالات غدد درون ریز، اختلال شخصیت اسکیزوتایپال، اختلال شخصیت مرزی ،وسواس، میگرن و کم خوابی این علامت یک علامت برجسته است. . همچنین می‌تواند نشانه برخی از انواع تشنج عصبی باشد.
این بیماری از علائم سایکولوژیک حمله‌های اضطرابی نیز می‌باشد و فرد احساس نگاه کردن به خود را می‌کند.
بنزودیازپین مثل آلپرازولام از درمان‌های این بیماری می‌باشد.

## علل
علت دقیق این اختلال نامعلوم است. اگرچه هسته‌ها و ارتباطات زیست روانشناختی شناسایی شده‌اند. تصور می‌شود اختلال زوال شخصیت می‌تواند ناشی از یک واکنش بیولوژیکی به موقعیت‌های خطرناک و تهدید کنندهٔ زندگی باشد که در نهایت به تشدید حس‌ها و رخوت عاطفی منجر می‌شود. مسخ شخصیت از علائم اختلالات اضطرابی مانند اختلال وحشت می‌باشد. همچنین می‌تواند همراه با محرومیت از خواب ایجاد شود (غالباً در صورت ابتلا به جت لگ اتفاق می‌افتد)، میگرن، صرع (به ویژه صرع لوب گیجگاهی، تشنج پیچیده-جزئی، هم به عنوان بخشی از هاله و هم در هنگام تشنج)، در اختلال وسواسی- جبری، استرس یا تروما شدید، اضطراب، استفاده از مواد تفریحی — مانند حشیش، توهم زا، کتامین و MDMA، انواع خاصی از مدیتیشن، هیپنوتیزم عمیق، خیره شدن به آینه، محرومیت حسی و آسیب دیدگی سر با از دست دادن هوشیاری (اگر بیش از ۳۰ دقیقه بیهوش باشد احتمال آن کمتر است).وابستگی به بنزودیازپین، که می‌تواند با استفاده طولانی مدت از بنزودیازپین‌ها رخ دهد، می‌تواند علائم مزمن مسخ شخصیت و اختلالات ادراکی را در برخی از افراد، حتی در افرادی که دوز روزانه پایداری را مصرف می‌کنند، ایجاد کند و همچنین می‌تواند به یکی از ویژگی‌های طولانی مدت سندرم ترک بنزودیازپین تبدیل شود.

## شیوع
نوجوانان و جوانان در جمعیت طبیعی بالاترین میزان را گزارش کردند.
مسخ شخصیت ۲–۴ بار در زنان بیشتر از مردان رخ می‌دهد.

## درمان
در اکثر موارد اختلال مسخ شخصیت، درمان خط اول، درمان شناختی-رفتاری (CBT) است. درمان باید شامل آموزش دربارهٔ بیماری و مولفه‌های روان‌درمانی حمایتی مانند اطمینان خاطر و حفظ امید به آینده باشد.